# Château de Menzies

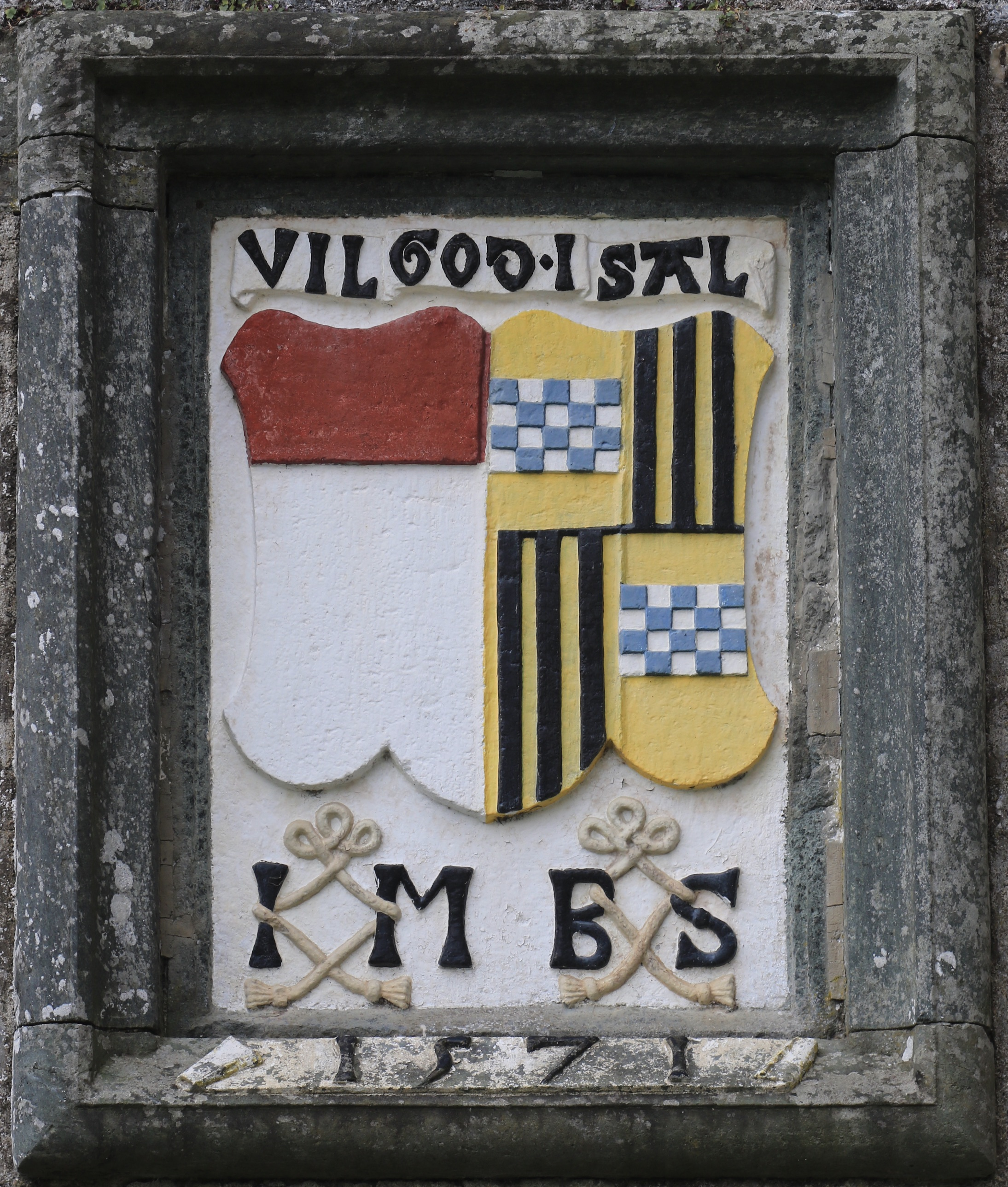
Pierre de mariage de James Menzies et Barbara Stewart insérée en 1571

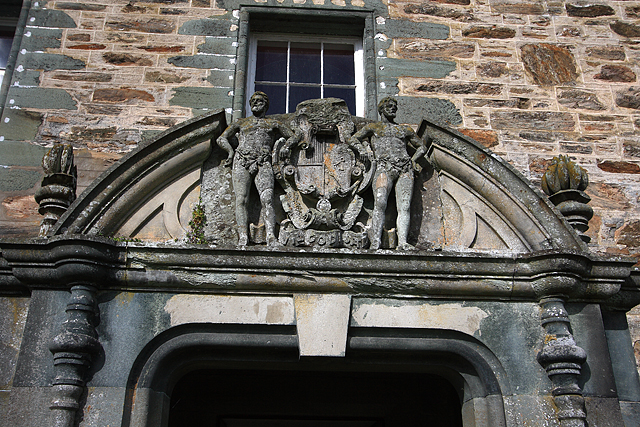
Détail du château

Le château Menzies en Écosse est le siège ancestral du clan et des baronnets Menzies. Il est situé un peu à l'ouest du petit village de Weem, près d'Aberfeldy dans les Highlands du Perthshire, à proximité de l'ancien site du château de Weem, détruit vers 1502,.

## Histoire
Le château du XVIe siècle, construit selon un plan en Z, est le siège des chefs du clan Menzies pendant plus de 500 ans.
Une pierre de mariage au-dessus de l'entrée d'origine est installée par James Menzies en 1571, pour enregistrer son mariage avec Barbara Stewart, fille de John Stewart, 3e comte d'Atholl et de Jean Forbes.
En 1598, John Dow MacWilliam alias MacGregor entre par effraction dans le château pour sauver un voleur Donald Menzies des cachots. Le propriétaire, Alexander Menzies de Weem, se plaint que John Murray de Tullibardine ait alors accueilli Donald Menzies et MacGregor comme hommes de maison et domestiques.
Charles Édouard Stuart, le prétendant Stuart au trône, se repose pendant deux nuits dans le château alors qu'il se rend à la bataille de Culloden en 1746.
En 1840, une toute nouvelle aile est ajoutée, conçue par William Burn en utilisant de la pierre provenant de la même carrière du côté sud du Loch Tay.
Dhulîp Singh, dernier maharajah de l'empire sikh, vit au château de Menzies entre 1855 et 1858 après son exil du Pendjab en 1854. Il est officiellement le pupille de John Spencer Login et de Lady Login, qui louent le château pour lui.
Robert Menzies, 7e baronnet hérite du domaine en 1844. Le dimanche 21 avril 1878, vers 19 heures, un incendie se déclare dans la toiture du château. Il est repéré par un homme passant sur la route qui donne l'alerte. Les efforts permettent de maîtriser l'incendie et, à 22 heures, lorsque le camion de pompiers du château de Taymouth arrive, l'incendie est presque éteint. On pense que le stress a affecté la santé de Lady Menzies, et elle meurt le mois suivant.
Neil Menzies, 8e baronnet, hérite du domaine en 1903 mais meurt sans héritiers en 1910. En 1913, le contenu de la maison est vendu aux enchères et en 1914 les papiers sont vendus chez Sotheby's pour 1 160 £. 300 £ sont payés pour une lettre de Mary, reine d'Écosse, au Laird de Weym, datée de Drymmen, à Menteith, le 31 août 1566 et relative aux Macgregors de Rannoch. Les « propositions » signées par Charles Ier à Holmby, le 12 mai 1647, pour démissionner du commandement de la milice pendant dix ans et accepter l'établissement du presbytérianisme pour trois ans, rapportèrent 56 £.
Le château et 11 600 acres de terrain du domaine sont finalement vendus en 1918 pour 69 000 £ à Francis Willey, plus tard baron Barnby. A sa mort, sa veuve met le domaine en vente en avril 1930.

## Société du clan Menzies
La restauration de la partie ancienne du château a nécessité la démolition d'une aile du XVIIIe siècle très dégradée. Une grande salle de bal victorienne a cependant été conservée.
Le château, restauré par la Menzies Clan Society après 1957, est un exemple de transition architecturale entre une tradition antérieure de forteresses robustes et une tradition ultérieure de « châteaux » légèrement défendables. Les murs sont en moellons aléatoires, à l'origine harled (crépis), mais les pierres angulaires, les tourelles et les encadrements de portes et fenêtres sont en pierre de taille bleue finement sculptée. Cette pierre attrayante et extrêmement résistante aux intempéries est également utilisée pour les détails architecturaux et les monuments du vieux Kirk de Weem, à proximité, qui a été construit par la famille Menzies et contient ses monuments funéraires.
Le château est un bâtiment classé de catégorie A en 1971 et le terrain est ajouté à l'inventaire des jardins et des paysages aménagés en Écosse en 1987.
Les travaux de restauration commencent véritablement en 1972 avec un projet de 40 000 £ en partie financé par une subvention de 10 000 £ du Conseil des bâtiments historiques. Ces travaux durent près de 10 ans sous la direction de Bill Dewar et permettent l'ouverture du bâtiment au public.
Une subvention supplémentaire de 135 900 £ est accordée en 1991 pour aider à la phase finale de restauration de 230 000 £ de l'aile ouest victorienne et à la création de la salle de bal « The Dewar Room ».
Le Menzies Charitable Trust est créé en 1994 pour s'occuper du château, du jardin clos et du vieux Kirk de Weem de St Cuthbert.
Une pierre de levage historique se trouve devant le château. Elle est connue sous le nom de pierre des chefs ou pierre de Menzies. Elle présente un défi même pour les haltérophiles chevronnés en raison de sa forme extrêmement ronde et de sa texture lisse.